# Стукалова, Татьяна Сергеевна
Татьяна Сергеевна Стукалова (бел. Таццяна Сяргееўна Стукалава; род. 3 октября 1975, Витебск) — белорусская тяжелоатлетка, выступавшая в весовой категории до 63 килограммов. Бронзовый призёр Олимпийских игр и участница чемпионатов мира и Европы. Заслуженный мастер спорта Республики Беларусь (2004).

## Биография
Татьяна Сергеевна Стукалова родилась 3 октября 1975 года.

## Карьера
Татьяна Стукалова приняла участие на взрослом чемпионате 2002 года в Варшаве в весовой категории до 63 килограммов. Белорусская спортсменка подняла 90 килограммов в рывке и 105 килограммов в толчке. Её сумма 195 килограммов позволила ей занять восьмое место.
В следующем году на предолимпийском чемпионате мира 2003 в Ванкувере Стукалова улучшила свои результаты, подняв в рывке на 5 килограммов больше прошлогоднего результата, а в толчке — на 10. Тем не менее, она заняла лишь итоговое тринадцатое место.
Татьяна Стукалова вошла в состав сборной Белоруссии на летние Олимпийские игры 2004 года в Афинах. В весовой категории до 63 килограммов белорусская тяжелоатлетка подняла 100 килограммов в рывке и 122,5 кг в толчке. Сумма в 222,5 кг оказалась лучше её результата последнего чемпионата мира на 12,5 килограммов и принесла ей бронзовую олимпийскую медаль.
Стукалова участвовала на чемпионате Европы по тяжёлой атлетике 2009 года, но заняла лишь девятое место с результатом 197 килограммов.